# Rhizocarpon expallescens
Rhizocarpon expallescens är en lavart som beskrevs av Th. Fr. Rhizocarpon expallescens ingår i släktet Rhizocarpon och familjen Rhizocarpaceae.  Arten är reproducerande i Sverige. Inga underarter finns listade i Catalogue of Life.
I den svenska databasen Dyntaxa används istället namnet Rhizocarpon glaucescens för samma taxon.  Arten är reproducerande i Sverige.